# Autumn Nations Cup 2020
La Autumn Nations Cup 2020 (Copa de Naciones de Otoño) fue un torneo de selecciones de rugby que se celebró entre el 13 de noviembre y el 6 de diciembre de 2020.
Se enfrentaron los equipos pertenecientes al Torneo de las Seis Naciones junto con las selecciones de Fiyi y Georgia.

## Equipos participantes
- Selección de rugby de Escocia
- Selección de rugby de Fiyi
- Selección de rugby de Francia
- Selección de rugby de Gales
- Selección de rugby de Georgia
- Selección de rugby de Inglaterra
- Selección de rugby de Irlanda
- Selección de rugby de Italia

## Modo de disputa
El torneo se disputó en dos fases, en primer lugar una fase de grupos en la cual cada equipo enfrentó a los tres rivales de su grupo.
Finalizada la fase de grupos, se definieron los puestos de clasificación, el primer lugar del grupo A enfrentó al primer lugar del grupo B buscando el título de la competición, el tercer lugar se definió entre los segundos puestos de cada grupo, el quinto lugar entre los terceros puestos de cada grupo y en el séptimo lugar entre los equipos ubicados en el cuarto puesto de cada grupo.

## Posiciones

### Grupo A
| Pos. | Equipo     | Encuentros | Encuentros | Encuentros | Encuentros | Tantos | Tantos | Tantos | PB | PB | Puntos |
| Pos. | Equipo     | PJ         | PG         | PE         | PP         | F      | C      | Dif    | BO | BD | Puntos |
| ---- | ---------- | ---------- | ---------- | ---------- | ---------- | ------ | ------ | ------ | -- | -- | ------ |
| 1.º  | Inglaterra | 3          | 3          | 0          | 0          | 82     | 20     | +62    | 1  | 0  | 13     |
| 2.º  | Irlanda    | 3          | 2          | 0          | 1          | 62     | 37     | +25    | 0  | 0  | 8      |
| 3.º  | Gales      | 3          | 1          | 0          | 2          | 40     | 56     | -16    | 0  | 0  | 4      |
| 4.º  | Georgia    | 3          | 0          | 0          | 3          | 10     | 81     | -71    | 0  | 0  | 0      |

Nota: Se otorgan 4 puntos al equipo que gane un partido, 2 al que empate y 0 al que pierda
Puntos Bonus: 1 punto por convertir 4 tries o más en un partido y 1 al equipo que pierda por no más de 7 tantos de diferencia

#### Primera jornada
| 13 de noviembre | Irlanda | 32 - 9  | Gales | Aviva Stadium, Dublín |  |
|                 |         | Reporte |       |                       |  |

| 14 de noviembre | Inglaterra | 40 - 0  | Georgia | Twickenham Stadium, Londres |  |
|                 |            | Reporte |         |                             |  |

#### Segunda jornada
| 21 de noviembre | Inglaterra | 18 - 7  | Irlanda | Twickenham Stadium, Londres |  |
|                 |            | Reporte |         |                             |  |

| 21 de noviembre | Gales | 18 - 0  | Georgia | Parc y Scarlets, Llanelli |  |
|                 |       | Reporte |         |                           |  |

#### Tercera jornada
| 28 de noviembre | Gales | 13 - 24 | Inglaterra | Parc y Scarlets, Llanelli |  |
|                 |       | Reporte |            |                           |  |

| 29 de noviembre | Irlanda | 23 - 10 | Georgia | Aviva Stadium, Dublín |  |
|                 |         | Reporte |         |                       |  |

### Grupo B
| Pos. | Equipo  | Encuentros | Encuentros | Encuentros | Encuentros | Tantos | Tantos | Tantos | PB | PB | Puntos |
| Pos. | Equipo  | PJ         | PG         | PE         | PP         | F      | C      | Dif    | BO | BD | Puntos |
| ---- | ------- | ---------- | ---------- | ---------- | ---------- | ------ | ------ | ------ | -- | -- | ------ |
| 1.º  | Francia | 3          | 3          | 0          | 0          | 86     | 20     | +66    | 2  | 0  | 14     |
| 2.º  | Escocia | 3          | 2          | 0          | 1          | 71     | 39     | +32    | 2  | 1  | 11     |
| 3.º  | Italia  | 3          | 1          | 0          | 2          | 50     | 64     | -14    | 1  | 0  | 5      |
| 4.º  | Fiyi    | 3          | 0          | 0          | 3          | 0      | 84     | -84    | 0  | 0  | 0      |

Nota: Se otorgan 4 puntos al equipo que gane un partido, 2 al que empate y 0 al que pierda
Puntos Bonus: 1 punto por convertir 4 tries o más en un partido y 1 al equipo que pierda por no más de 7 tantos de diferencia

#### Primera jornada
| 14 de noviembre | Italia | 17 - 28 | Escocia | Estadio Artemio Franchi, Florencia |  |
|                 |        | Reporte |         |                                    |  |

| 15 de noviembre | Francia | 28 - 0  | Fiyi | Stade de la Rabine, Vannes |  |
| |         | Reporte |      |                            |  |
| El partido fue cancelado debido a un brote de COVID-19 en el seleccionado de Fiyi, se otorgó el triunfo a Francia por un marcador de 28 a 0 con punto bonus al detectarse negligencias por parte de Fiyi. |         |         |      |                            |  |

#### Segunda jornada
| 21 de noviembre | Italia | 28 - 0  | Fiyi | Stadio del Conero, Ancona |  |
| |        | Reporte |      |                           |  |
| El partido fue cancelado debido a un brote de COVID-19 en el seleccionado de Fiyi, se otorgó el triunfo a Italia por un marcador de 28 a 0 con punto bonus al detectarse negligencias por parte de Fiyi. |        |         |      |                           |  |

| 22 de noviembre | Escocia | 15 - 22 | Francia | Murrayfield Stadium, Edimburgo |  |
|                 |         | Reporte |         |                                |  |

#### Tercera jornada
| 28 de noviembre | Escocia | 28 - 0  | Fiyi | Murrayfield Stadium, Edimburgo |  |
| |         | Reporte |      |                                |  |
| El partido fue cancelado debido a un brote de COVID-19 en el seleccionado de Fiyi, se otorgó el triunfo a Escocia por un marcador de 28 a 0 con punto bonus. |         |         |      |                                |  |

| 28 de noviembre | Francia | 36 - 5  | Italia | Stade de France, Saint-Denis |  |
|                 |         | Reporte |        |                              |  |

## Fase Final

### Séptimo Puesto
| 5 de diciembre | Georgia | 24 - 38 | Fiyi | Murrayfield Stadium, Edimburgo |  |
|                |         | Reporte |      |                                |  |

### Quinto Puesto
| 5 de diciembre | Gales | 38 - 18 | Italia | Parc y Scarlets, Llanelli |  |
|                |       | Reporte |        |                           |  |

### Tercer Puesto
| 5 de diciembre | Irlanda | 31 - 16 | Escocia | Aviva Stadium, Dublín |  |
|                |         | Reporte |         |                       |  |

### Final
| 6 de diciembre | Inglaterra | 22 – 19 (t.e.) | Francia | Twickenham Stadium, Londres |  |
|                |            | Reporte        |         |                             |  |

| Bandera de Inglaterra |
| Campeón Inglaterra    |
| Primer título         |

## Posiciones finales
| Posición | Selección  |
| -------- | ---------- |
| 1        | Inglaterra |
| 2        | Francia    |
| 3        | Irlanda    |
| 4        | Escocia    |
| 5        | Gales      |
| 6        | Italia     |
| 7        | Fiyi       |
| 8        | Georgia    |